# Maude Turner Gordon
Pour les articles homonymes, voir Gordon.
Maude Turner Gordon est une actrice américaine, née le 10 novembre 1868 à Franklin (Indiana), morte le 12 janvier 1940 à Los Angeles (Californie).

## Biographie
D'abord actrice de théâtre, Maude Turner Gordon joue notamment sur les planches de Broadway (New York) à partir de 1908, dans des pièces et comédies musicales, ainsi que dans l'opérette The American Maid de John Philip Sousa (1913).
Mentionnons également Divorçons de Victorien Sardou et Émile de Najac (1913, avec Howard Estabrook et Frank Reicher) et Chains de Jules Eckert Goodman (1923-1924, avec Katharine Alexander, Gilbert Emery et Paul Kelly).
Elle tient son dernier rôle à Broadway en 1925, aux côtés d'Al Jolson, dans la comédie musicale Big Boy, sur une musique de James F. Hanley (en) et Joseph Meyer.
Au cinéma, Maude Turner Gordon débute dans un film sorti en 1914. Suit La Sonate à Kreutzer (en) d'Herbert Brenon (1915, avec Nance O'Neil, Theda Bara et Henry Bergman).
Parmi sa trentaine d'autres films muets américains, citons La Rose de Broadway de Robert Z. Leonard (1922, avec Mae Murray et Monte Blue) et Les Voleurs volés d'Edward Laemmle (1927, avec Betty Compson et Kenneth Harlan).
Un de ses premiers films parlants est Sally de John Francis Dillon (1929, avec Alexander Gray, Joe E. Brown et Ford Sterling). Ses deux derniers, dans des petits rôles non crédités de douairière, sont Marie-Antoinette (avec Norma Shearer, Robert Morley et Tyrone Power) et Amants (avec Nelson Eddy et Jeanette MacDonald), tous deux réalisés par W. S. Van Dyke et sortis en 1938.
Entretemps, évoquons aussi Back Street de John M. Stahl (1932, avec Irene Dunne et John Boles) et Sur le velours de Frank Borzage (1935, avec Kay Francis et Warren William).

## Théâtre à Broadway (intégrale)
(pièces, sauf mention contraire)
- 1908 : Glorious Betsy de Ride Johnson Young
- 1909 : The Return of Eve de Lee Wilson Dodd
- 1909 : The Intruder de Thompson Buchanan
- 1910 : Alias Jimmy Valentine de Paul Armstrong[1] : Mme Webster
- 1913 : The American Maid, opérette, musique de John Philip Sousa, lyrics et livret de Leonard Liebling : Mme Pompton
- 1913 : Divorçons (Divorcons) de Victorien Sardou et Émile de Najac : Mme de Valfontaine
- 1913 : Children of Today de Clare et Samuel Shipman
- 1914 : Along Came Ruth d'Holman Day
- 1915 : A Full House de Fred Jackson
- 1916-1917 : Nothing But the Truth de James Montgomery[2]
- 1918-1919 : The Melting of Molly, comédie musicale, musique de Sigmund Romberg, paroles de Cyrus Wood, livret de Maria Thompson Davies : Mme Carter
- 1921 : Wait 'Til We're Married d'Hutcheson Boyd et Rudolph Bunner : Kate Livermore
- 1923 : Elsie, comédie musicale, musique d'Eubie Blake et Alma M. Sanders, paroles de Noble Sissle et Monte Carlo, livret de Charles W. Bell : Mme Philip Hammond
- 1923-1924 : Chains de Jules Eckert Goodman : Maud
- 1925 : Big Boy, comédie musicale, musique de James F. Hanley et Joseph Meyer, paroles de Buddy DeSylva, livret d'Harold Atteridge : Mme Bedford

## Filmographie partielle
- 1915 : La Sonate à Kreutzer (The Kreutzer Sonata) de Herbert Brenon : Rebecca Friedlander
- 1916 : Miss George Washington de J. Searle Dawley : Mme Altwold
- 1917 : Her Better Self de Robert G. Vignola : Mme Tyler
- 1917 : The Honeymoon de Charles Giblyn : Mme Lane
- 1918 : La Menace du passé (The Danger Mark) de Hugh Ford : Kathleen Severn
- 1918 : The Ordeal of Rosetta d'Émile Chautard : Mme Hapgood
- 1918 : The Service Star de Charles Miller : Mme Marshall
- 1918 : Les Jeux du sort (The Turn of the Wheel) de Reginald Barker : la tante de Rosalie
- 1918 : The Lie de J. Searle Dawley : Lady Beachworth
- 1919 : Bringing Up Betty d'Oscar Apfel : Mme Potter
- 1919 : The Divorcee de Herbert Blaché : Lady Mereston
- 1920 : Away Goes Prudence de John S. Robertson : Tante Prudence Thorne
- 1920 : Le Prestige de l'uniforme (Civilian Clothes) de Hugh Ford : Mme Lanham
- 1921 : Enchantement (Enchantment) de Robert G. Vignola : Mme Leigh
- 1921 : Beyond Price de J. Searle Dawley : Mme Florence Weathersby
- 1922 : La Belle Revanche (Back Home and Broke) d'Alfred E. Green : Mme Redding
- 1922 : Women Men Marry d'Edward Dillon : Lady Mowbray
- 1922 : La Rose de Broadway (Broadway Rose) de Robert Z. Leonard : Mme Peter Thompson
- 1923 : Homeward Bound de Ralph Ince : Mme Brannigan
- 1924 : Born Rich de William Nigh : Tante Fairfax
- 1925 : The Little French Girl de Herbert Brenon : Lady Mary Hamble
- 1926 : La Coupe de Miami (The Palm Beach Girl) de Erle C. Kenton : Tante Béatrice
- 1926 : Mismates de Charles Brabin : Mme Winslow
- 1927 : The Wizard de Richard Rosson : Mme Van Lear
- 1927 : Les Voleurs volés (Cheating Cheaters) d'Edward Laemmle : Mme Palmer
- 1928 : Sporting Goods de Malcolm St. Clair : Mme Stanfield
- 1928 : Hot News de Clarence G. Badger : Mme Van Vleck
- 1928 : Just Married de Frank R. Strayer : Mme Witter
- 1928 : The Naughty Duchess (en) de Tom Terriss : la comtesse
- 1929 : Kid Gloves (en) de Ray Enright : la tante
- 1929 : The Hottentot de Roy Del Ruth : May Gilford
- 1929 : The Last of Mrs. Cheyney de Sidney Franklin : Mme Webley
- 1929 : Sally de John Francis Dillon : Mme Ten Brock
- 1929 : Glad Rag Doll de Michael Curtiz : Tante Fairchild
- 1929 : The Marriage Playground de Lothar Mendes : Tante Julia Langley
- 1930 : Alias French Gertie de George Archainbaud : Mme Barton
- 1930 : Lawful Larceny (en) de Lowell Sherman : Mme Davis
- 1930 : The Florodora Girl de Harry Beaumont : Mme Caraway
- 1931 : High Stakes de Lowell Sherman : Mme Hennessey
- 1931 : Ladies' Man de Lothar Mendes : Thérèse Blanton
- 1931 : Mata Hari de George Fitzmaurice : Mme Durand
- 1932 : Shopworn de Nick Grinde : Mme Thorne
- 1932 : Sinners in the Sun de Alexander Hall : la douairière
- 1932 : Histoire d'un amour (Back Street) de John M. Stahl : Mme Saxel
- 1933 : La Soupe au canard (Duck Soup) de Leo McCarey : une invitée de la fête
- 1934 : Mademoiselle Général (Flirtation Walk) de Frank Borzage : la douairière au spectacle
- 1934 : She Loves Me Not d'Elliott Nugent : Mme Arbuthnot
- 1935 : Sur le velours (Living on Velvet) de Frank Borzage : Mme Parker
- 1936 : À New York tous les deux (en) (The Luckiest Girl in the World) de Edward Buzzell : la vieille dame
- 1936 : Nick, gentleman détective (After the Thin Man) de W. S. Van Dyke : cousine Helen
- 1937 : Wings Over Honolulu d'H. C. Potter : Mme MacEwen
- 1937 : Le Secret des chandeliers (The Emperor's Clandesticks) de George Fitzmaurice : la concierge
- 1938 : Marie-Antoinette (Marie Antoinette) de W. S. Van Dyke : la douairière
- 1938 : Amants (Sweethearts) de W. S. Van Dyke : la douairière